# Prywatne Muzeum Polsko-Amerykańskie „Hell’s Angel” w Wadowicach
Prywatne Muzeum Polsko-Amerykańskie „Hell’s Angel” w Wadowicach – prywatne muzeum z siedzibą w Wadowicach. Zbiory stanowią własność Zygmunta Krausa.
Muzeum powstało w 1991 roku z inicjatywy kolekcjonera i regionalisty Zygmunta Krausa. W 2012 roku prowadzenie placówki przejął jego syn, Jacek.

Ekspozycja muzealna poświęcona jest amerykańskiemu bombowcowi B-24 Liberator o nazwie „Hell’s Angel” (Anioł Piekieł), który został zestrzelony 13 września 1944 roku po nalocie na zakłady chemiczne w Oświęcimiu. Samolot rozbił się wówczas w Zygodowicach. W zbiorach znajdują się pamiątki po załodze samolotu: zdjęcia, dokumenty, rzeczy osobiste jej członków oraz części maszyny.

Ponadto prezentowane są zbiory amerykańskiej techniki wojskowej (umundurowanie, wyposażenie) oraz dzieje polsko-amerykańskiego braterstwa broni.
Zwiedzanie muzeum jest możliwe po telefonicznym uzgodnieniu.